# Гендерная принадлежность верховного божества в индуизме
В индуизме существуют самые различные взгляды на природу и гендерную принадлежность божества или верховного существа. В одних течениях индуизма божеству поклоняются в его нейтральной, безличной форме как Брахману (сам термин «брахман» на санскрите (ब्रह्मन्) — слово среднего рода), тогда как в других божество представляют как имеющего мужскую и женскую формы и даже рассматривают женскую форму как источник мужской. Практически все дэвы в индуистском пантеоне имеют супругу или женскую половину, называемую деви.

## Санкхья
С точки зрения философской школы санкхья, космическое творение представляет собой результат взаимодействия мужской и женской энергий абсолюта, где материя или материальная энергия называется пракрити и представляет собой женское начало, а духовная энергия, представляющая мужской дух или мужское начало, называется пуруша. Как пракрити, так и пуруша являются изначальными, вечными энергиями, существующими до проявления материального космоса. Изначальная природа пракрити характеризуется пассивностью и инертностью; пракрити приходит в движение только после контакта с кинетическим пурушей, в результате которого проявляются различные формы материального космоса.

## Вайшнавизм и шиваизм
В большинстве традиций вайшнавизма, одного из основных направлений в индуизме, монотеистического в своей философии, Вишну, который считается всевышним богом, выступает как мужское начало, в то же самое время оставаясь за пределами подобных различий, которые применяются к Нему только ради живых существ, из-за своей материальной обусловленности не способных постичь Его всецело духовное положение. Многие последователи вайшнавизма поклоняются Вишну и его супруге Лакшми как обладающими равным могуществом мужскому и женскому аспектам Бога. Некоторые последователи шиваизма применяют ту же самую философскую концепцию по отношению к Шиве и Парвати.

### Радха-Кришна

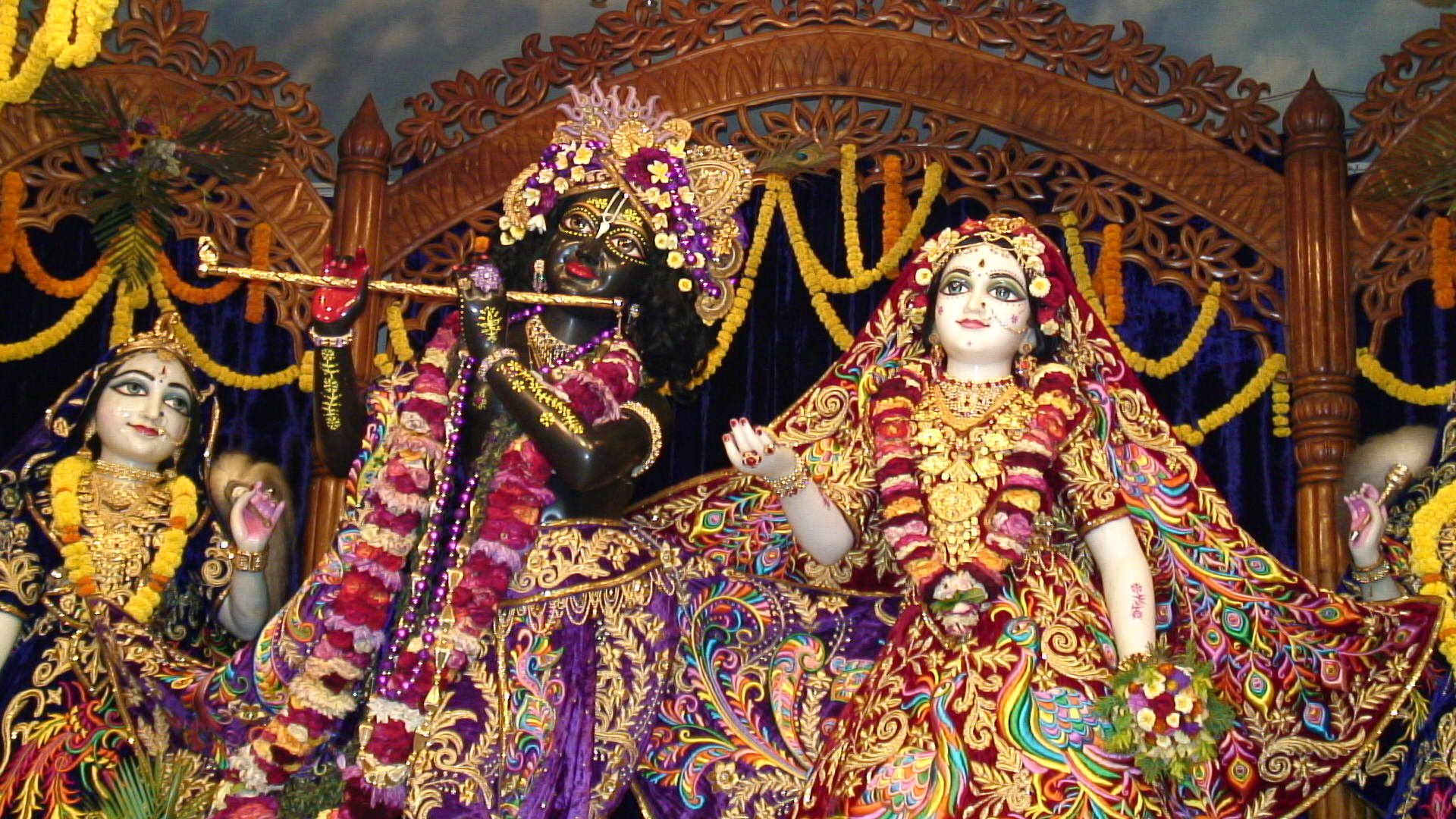
Божества Радхи и Кришны в гаудия-вайшнавском храме в Майяпуре, Западная Бенгалия. В монотеистической традиции вайшнавизма распространено поклонение богу в его мужской и женской формах как Радхе-Кришне.

В таких традициях кришнаизма, как гаудия-вайшнавизм и Нимбарка-сампрадая, особо подчёркивается важность поклонения женской форме бога — Радхе, которая ставится выше Кришны — её возлюбленного, представляющего мужскую форму бога. В традиции гаудия-вайшнавизма, Чайтанья Махапрабху рассматривается как совместная аватара Радхи и Кришны — мужская и женская формы бога, слившиеся в одно. Согласно гаудия-вайшнавскому богословию, божественная женская энергия (шакти) происходит из божественного источника, бога или шактимана. «Сита родственна Раме; Лакшми принадлежит Нараяне; а у Радхи есть её Кришна». Так как Кришна рассматривается как источник всех проявлений бога, «Радха, его супруга, является изначальным источником всех шакти» или женских эманаций божественной энергии.

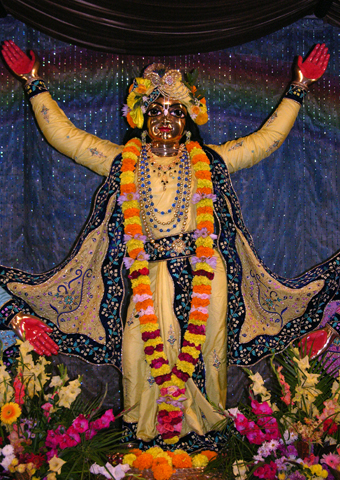
Мурти Чайтаньи в гаудия-вайшнавском храме в Майяпуре. Последователи гаудия-вайшнавской традиции индуизма поклоняются Чайтанье, в котором мужская и женская формы бога — Кришна и его возлюбленная Радха — слились воедино.

Средневековый гаудия-вайшнавский богослов Джива Госвами в своём труде «Прити-сандарбха» утверждает что каждая из гопи проявляет различный уровень экстатической любви. Наивысший уровень любви к Кришне демонстрирует Радха. Общее происхождение слов шакти и шактиман, в данном случае обозначающих женскую и мужскую формы бога, указывает на то, что они неотличны друг от друга и есть одно целое. Практически все формы бога в индуизме, также как и все девы, имеют женского партнёра, свою «лучшую половину» или Шакти. Без этой Шакти, они часто рассматриваются как не имеющие силы. В индуизме является обычной практикой поклонение богу одновременно в его женской и мужской формах, что и имеет место в случае с Радха-Кришной. Традиции, в которых Кришне поклоняются как сваям-бхагавану в его мужской форме, также включают в себя поклонение его женской половине Радхе, которую также почитают как верховное божество. Считается общепринятым представление, в котором единение Радхи и Кришны может означать единение шакти с шактиманом, причём подобная точка зрения существует также и за пределами ортодоксального вайшнавизма и кришнаизма.
В концепции шакти-шактимана, известной как шакти-паринама-вада, или учение о видоизменениях божественной энергии, можно обнаружить онтологическую структуру, описывающая «в-себе-и-для-себя» бога.
Кришна — Шактиман, «обладающий шакти» (силой или энергией). Шакти есть одновременно и способность Кришны, оставаясь неизменным, преобразовывать себя в разнообразные формы наличного бытия, и сама эта наличность. В отличие от аватар, которые при всём их многообразии есть не что иное, как сам Кришна, как бы надевающий на себя разные личины, шакти являются сущностями иного порядка, имеющими своё основание в Кришне, неразрывно связанными с ним, но отличными от него и относительно самостоятельными. В качестве аналогии приводится соотношения солнца и его лучей, которые исходят из солнца, зависят от него, но вместе с тем есть нечто отличное от светила. Несмотря на то, что солнце излучает огромную энергию, оно всегда остается равным самому себе. Точно так же и Кришна всегда полон и не терпит никакого ущерба, несмотря на то, что преобразует себя с помощью своей шакти во множество форм. Последователи Шанкары не признают учение шакти-паринама-вады, поскольку считают, что если допустить видоизменения, неизбежно нужно признать то, что Брахман терпит ущерб, а тогда он не есть единое (адвая), что невозможно. Следовательно, любое изменение есть иллюзия. С другой стороны, такое мнение лишает последователей адвайты возможности объяснить происхождение многообразия форм наличного бытия, к тому же подобная трактовка Шанкары расходится с авторитетным свидетельством Упанишад, в одном из известных изречений которых доктрина шакти-паринама-вады находит своё подтверждение: «когда из целого вычитается целое, первоначальное целое остается целым».
Существует три вида шакти:
1. Антаранга-шакти (внутренняя энергия)
2. Бахиранга-шакти (внешняя энергия)
3. Татастха-шакти (пограничная энергия)

Антаранга-шакти наделяет бога всемогуществом и пронизывает духовный мир («в-себе-и-для-себя»), который самодостаточен и существует вне времени. Как и Бхагаван, антаранга-шакти описывается предикатами сат-чит-ананда (вечносущая, сознающая, исполненная блаженства). В соответствии с этими предикатами в ней выделяются три уровня:
1. Сандхини-шакти — субстрат духовной реальности, с её помощью Бхагаван поддерживает собственное бытие и бытие других живых существ, берущих в нём начало.
2. Самвит-шакти — способность обладать абсолютным знанием и сила этого знания, благодаря ей Кришна знает себя самого, духовный и материальный мир а также живые существа, она же даёт возможность живым существам постичь бога.
3. Хладини-шакти — способность Кришны испытывать высшее духовное блаженство самому и наделять блаженством других.

Сущность хладини-шакти — высшая стадия любви богу (према), которая выражается в преданном служении (бхакти). Радха считается олицетворением хладини-шакти, вечной супругой Кришны. Кришна — пурна-шактиман («обладающий всеми шакти») а Радха — пурна-шакти («полная шакти»), то есть высшая, объемлющая все остальные, подобно тому как Кришна есть источник всех аватар, Радха есть источник всех шакти.
Радха-Кришна «нераздельны и неслиянны», их бытие относится к философской категории ачинтья-бхеда-абхеда. Однако Кришна представляет собой мужское начало, а Радха — женское, поэтому Кришна всегда играет доминирующую роль, а Радха — подчинённую. Их взаимоотношения описываются в традиционной вайшнавской литературе эзотерическим эротическим языком.

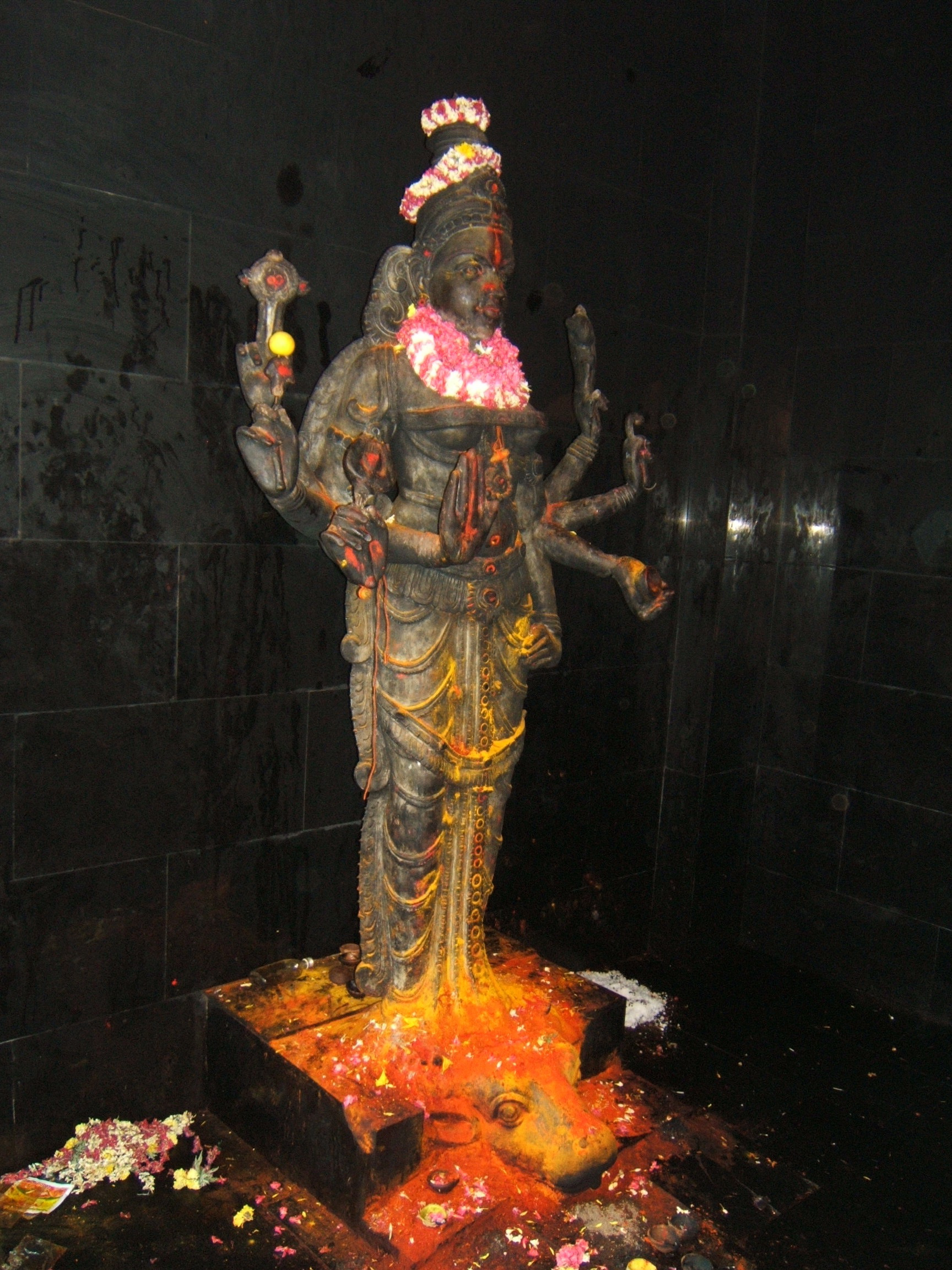
Божество Дурги, основного объекта поклонения в традиции шактизма, в одном из храмов в Тируваннамалай, Тамил-Наду

## Смарта и адвайта
В смартизме, который в основном состоит из последователей философии адвайта, утверждается, что все существующие проявления бога — как женские, так и мужские — являются различными формами безличного Абсолюта Брахмана, который нейтрален и не поддаётся описанию или определению. Брахман рассматривается как бог, не обладающий личностью или атрибутами (ниргуна-брахман) или обладающий атрибутами (сагуна-брахман) и приравниваемый к Ишваре. В адвайта-веданте, Ишвара — это проявление формы Брахмана в человеческом уме. Таким образом, с точки зрения традиции смарта, Абсолют может обладать атрибутами (сагуна-брахман) и выступать объектом поклонения в любой из форм, которую индивидуум вообразит себе в уме.

## Шактизм
В традициях шактизма, богу поклоняются как женскому началу, как изначальной богине-матери Шакти или Деви в различных её ипостасях. В отсутствие Шакти, мужское начало рассматривается как пассивное и бездейственное. В ортодоксальном шактизме, великой богине-матери, или Махадеви, поклоняются как всевышнему, как олицетворению верховного Брахмана, единой и неделимой, из которой исходят все остальные формы бога (как мужские так и женские) и которая является изначальным источником материального и духовного мира. В людях она прежде всего проявляется как сила разума (буддхи), сострадание (дая) и божественная любовь (бхакти). Ни в какой другой религиозной традиции мира не присутствует доктрина, отличающаяся такой откровенно «женской» ориентацией.
Важнейшими источниками по философии и мифологии шактизма являются «Девибхагавата-пурана» и «Калика-пурана», датируемые X веком.